# Голем (фильм, 1915)
«Голем» (нем. Der Golem, 1915 год) — художественный фильм Хенрика Галеена и Пауля Вегенера 1915 года, созданный по мотивам древнееврейской легенды о Големе, оживленной магией глиняной фигуре. Премьера фильма состоялась в Германии 15 января 1915 года. Фильм породил продолжительную традицию версий и ремейков, наиболее известным из которых является фильм Жюльена Дювивье «Голем» (Le Golem, 1936). Фильм не сохранился (по другим сведениям, сохранился). На YouTube есть ролик с четырьмя минутами фильма (из 60).

## Сюжет
Действие происходит в Праге начала XX века. Рабочие, роющие колодец возле развалин синагоги, находят древнюю глиняную статую и приносят её антиквару (Хенрик Галеен), которому удается оживить истукана с помощью заклинаний из древней книги. Голем (Пауль Вегенер) становится слугой антиквара и исполняет его поручения. Затем он встречает дочь антиквара (Лида Салмонова) и влюбляется в неё. Но девушка его боится. Это приводит Голема в ярость и он выходит из-под контроля. В финале его удается лишить амулета, который поддерживал в нём жизнь, и Голем разбивается на куски, упав с башни на мостовую.

## Съёмки
Сценарий фильма написали Хенрик Галеен и Пауль Вегенер. С романом Майринка фильм связан только исходной легендой, хотя, возможно, именно этот роман вдохновил создателей фильма. Декорации к фильму создал Рокус Глиз.
Пауль Вегенер, сыгравший Голема, создал один из своих самых впечатляющих экранных образов, с которым так освоился, что впоследствии дважды возвращался к нему в фильмах «Голем и танцовщица» (Der Golem und die Tänzerin, 1917) и «Голем: как он пришёл в мир» (Der Golem, wie er in die Welt kam, 1920) — последний, пересказывающий легенду о создании и первом бунте Голема, считается наиболее удачным из киновоплощений этого сюжета.
Во многом именно благодаря исполнению роли Голема Паулем Вегенером, образ оживленного магией глиняного человека стал достаточно узнаваемым и часто используется в фантастической литературе и кино, хотя он во многом и был вытеснен схожим по смыслу образом Чудовища, созданного Франкенштейном.
Фильм считается утраченным.